# Синхронне плавання на Чемпіонаті Європи з водних видів спорту 2018 — дует, довільна програма
Змагання з синхронного плавання в довільній програмі дуетів на Чемпіонаті Європи з водних видів спорту 2017 відбулися 4 та 7 серпня.

## Результати[1]
| Місце | Плавчиня        | Країна                                             | Попередній раунд | Попередній раунд | Фінал   | Фінал |
| Місце | Плавчиня        | Країна                                             | Очки             | Місце            | Очки    | Місце |
| ----- | --------------- | -------------------------------------------------- | ---------------- | ---------------- | ------- | ----- |
| 1     | Росія           | Світлана Колесніченко Варвара Субботіна            | 96.0333          | 1                | 96.7000 | 1     |
| 2     | Україна         | Анастасія Савчук Єлизавета Яхно                    | 93.3000          | 2                | 93.4000 | 2     |
| 3     | Італія          | Лінда Церутті Костанца Ферро                       | 91.1667          | 3                | 92.1333 | 3     |
| 4     | Іспанія         | Паула Рамірес Ібаньєсz Сара Сальдана Лопес         | 89.1667          | 4                | 90.0667 | 4     |
| 5     | Греція          | Євангелія Папазоглу Євангелія Платаніоті           | 87.1000          | 5                | 89.1667 | 5     |
| 6     | Франція         | Морін Єнкінс Єв Плано                              | 86.8333          | 6                | 87.2333 | 6     |
| 7     | Австрія         | Анна-Марія Александріні Еіріні-Маріні Александріні | 86.5667          | 7                | 87.1667 | 7     |
| 8     | Нідерланди      | Бредж де Броувер Нортьє де Броувер                 | 84.5000          | 8                | 85.2000 | 8     |
| 9     | Білорусь        | Ірина Лімановська Вероніка Єсіпович                | 82.9667          | 9                | 83.9333 | 9     |
| 10    | Швейцарія       | Вівієн Кох Ноемі Пешль                             | 82.0667          | 10               | 82.9000 | 10    |
| 11    | Велика Британія | Кейт Шторман Ізабелль Торпе                        | 80.9667          | 11               | 82.0000 | 11    |
| 12    | Німеччина       | Марлен Боєр Даніела Рейнгардт                      | 80.3000          | 12               | 80.6000 | 12    |
| 13    | Ізраїль         | Еден Блехер Яель Полка                             | 80.2333          | 13               |         |       |
| 14    | Ліхтенштейн     | Лара Мехніг Марлюс Шіершер                         | 78.2333          | 14               |         |       |
| 15    | Словаччина      | Нада Даабусова Діана Міскечова                     | 77.9333          | 15               |         |       |
| 16    | Туреччина       | Дефне Бакірчі Місра Гюндеш                         | 75.5333          | 16               |         |       |
| 17    | Сербія          | Невена Дімітрієвич Єлена Контич                    | 74.4333          | 17               |         |       |
| 18    | Португалія      | Марія Гонкальвес Чеіла Вієра                       | 73.6667          | 18               |         |       |
| 19    | Болгарія        | Александра Атанасова Даліа Пенкова                 | 73.2333          | 19               |         |       |